# Plethogenesia bibisica
Plethogenesia bibisica is een haft uit de familie Palingeniidae. De wetenschappelijke naam van de soort is voor het eerst geldig gepubliceerd in 1923 door Lestage.
De soort komt voor in het Australaziatisch gebied.